# Michael Keaton
Michael John Douglas (sinh ngày 5 tháng 9 năm 1951), thường được gọi theo tên sân khấu nhiều hơn, Michael Keaton, là một diễn viên, nhà sản xuất và đạo diễn người Mỹ. Ông được biết đến với vai siêu anh hùng Bruce Wayne / Người Dơi của DC Comics trong các bộ phim Batman (1989), Batman Returns (1992) và The Flash và Batgirl sắp tới (cả hai năm 2022), cũng như Jack Butler trong Mr. Mom (1983), Betelgeuse trong Beetlejuice (1988), và vai phản diện Adrian Toomes / Kền Kền của Marvel Comics trong Spider-Man: Homecoming (2017) và Morbius (2022).
Vai diễn đột phá của ông là kẻ mưu mô ăn nói nhanh nhẹn Bill "Blaze" Blazejowski trong bộ phim Night Shift năm 1982 (đây cũng là công việc thứ hai của Ron Howard với tư cách là đạo diễn). Sau đó, ông xuất hiện trong nhiều bộ phim khác nhau, từ phim truyền hình và hài lãng mạn đến phim kinh dị và hành động, chẳng hạn như Clean and Sober (1989), Much Ado About Nothing (1993), The Paper (1994), Multiparies (1996), Jackie Brown (1997), Herbie: Full Loaded (2005), The Other Guys (2010), Spotlight (2015), The Founder (2016), Dumbo (2019), The Trial of the Chicago 7 (2020) và Worth (2021). Ông cũng đã lồng tiếng cho các nhân vật trong các bộ phim hoạt hình như Porco Rosso (1992), Cars (2006), Toy Story 3 (2010) và Minions (2015). Năm 2021, ông đóng vai chính trong loạt phim giới hạn Dopesick trên Hulu.
Năm 2014, Keaton đã nhận được sự hoan nghênh của giới phê bình cho màn trình diễn của ông trong bộ phim hài đen Birdman của Alejandro González Iñárritu, giành giải Quả cầu Vàng cho Nam diễn viên chính xuất sắc nhất - Phim ca nhạc hoặc hài kịch và nhận được đề cử Giải Oscar cho Nam diễn viên chính xuất sắc nhất. Trước đó ông đã nhận được một đề cử Giải Quả cầu vàng cho màn trình diễn của mình trong Live from Baghdad (2002) và năm đề cử giải Screen Actors Guild Award, cuối cùng mang lại ba chiến thắng cho các màn trình diễn trong Birdman (2014), Spotlight (2015) và The Trial of Chicago 7 (2020).
Keaton đã được vinh danh với Giải thưởng Thành tựu Sự nghiệp từ Liên hoan phim Hollywood. Vào ngày 18 tháng 1 năm 2016, ông được bổ nhiệm là Cán bộ của Đơn vị Văn học và Nghệ thuật tại Pháp. Ông cũng là một học giả thỉnh giảng tại Đại học Carnegie Mellon.

## Đầu đời
Michael John Douglas là con út trong gia đình có bảy người con. Ông được sinh ra tại Bệnh viện Thung lũng Ohio ở Thị trấn Kennedy, Pennsylvania, vào ngày 5 tháng 9 năm 1951. Keaton lớn lên giữa McKees Rocks, Coraopolis và Robinson Township, Pennsylvania. Cha của ông, George A. Douglas, là một kỹ sư xây dựng và khảo sát, và mẹ ông, Leona Elizabeth (nhũ danh Loftus), là một người nội trợ, đến từ McKees Rocks. Keaton lớn lên trong một gia đình Công giáo. Mẹ của ông là người có gốc gác Ireland, trong khi cha của ông là người Scotland, Scotland-Ireland, Đức và Anh, và vốn xuất thân từ một gia đình theo đạo Tin lành. Keaton theo học trường trung học Montour ở Robinson Township, Pennsylvania, và học diễn thuyết trong hai năm tại Đại học bang Kent, nơi ông xuất hiện trong các vở kịch, và quay trở lại Pennsylvania để theo đuổi sự nghiệp của mình.

## Sự nghiệp

### 1975–1982: Công việc ban đầu
Keaton xuất hiện lần đầu trên TV trong các chương trình truyền hình công cộng Pittsburgh Where the Heart Is và Mister Rogers 'Neighborhood (1975). Đối với Mister Rogers, ông đóng vai một trong "Flying Zookeeni Brothers" và là trợ lý sản xuất toàn thời gian. (Năm 2004, sau cái chết của Fred Rogers, Keaton đã tổ chức một buổi lễ tưởng niệm của PBS, Fred Rogers: Người hàng xóm yêu thích của Mỹ.) Keaton cũng làm diễn viên trong nhà hát Pittsburgh; ông đã đóng vai Rick trong buổi ra mắt Pittsburgh của David Rabe 's Sticks and Bones với Pittsburgh Poor Players. Ông cũng đi diễn hài kịch trong những năm đầu của mình để kiếm thêm thu nhập.
Keaton rời Pittsburgh và chuyển đến Los Angeles để bắt đầu thử vai cho các bộ phim truyền hình khác nhau. Ông xuất hiện trong nhiều chương trình truyền hình nổi tiếng khác nhau bao gồm Maude và The Mary Tyler Moore Hour. Ông quyết định sử dụng nghệ danh để đáp ứng các quy tắc của SAG, vì đã có một diễn viên (Michael Douglas) và người dẫn chương trình ban ngày (Mike Douglas) có cùng tên hoặc tương tự. Trước những câu hỏi về việc liệu ông chọn họ mới của mình vì bị thu hút bởi nữ diễn viên Diane Keaton, hay để tỏ lòng kính trọng với nam diễn viên phim câm Buster Keaton, Keaton đã trả lời bằng cách nói rằng "không liên quan gì đến điều đó." Keaton đã nói trong một số cuộc phỏng vấn rằng ông ấy đã tìm kiếm trong danh bạ điện thoại dưới tên "K", nhìn thấy "Keaton" và quyết định ngừng tìm kiếm. Bộ phim đầu tay của Keaton là một vai nhỏ không biết nói trong phim Rabbit Test của Joan Rivers .
Bước đột phá lớn tiếp theo của Keaton là hợp tác cùng Jim Belushi trong loạt phim hài ngắn ngủi Working Stiffs, bộ phim thể hiện tài năng hài hước của ông và dẫn đến một vai diễn chung trong bộ phim hài Night Shift do Ron Howard đạo diễn. Đây là vai diễn đột phá của ông trong vai kẻ mưu mô ăn nói nhanh nhẹn Bill "Blaze" Blazejowski và đã mang lại cho Keaton một số lời khen ngợi từ giới phê bình.

### 1983–1988: Nổi tiếng với vai trò chính truyện tranh
Night Shift đã dẫn đến việc Keaton trở thành người đóng vai chính trong bộ phim hài mang tính bước ngoặt Mr Mom, được mọi người hoan nghênh. Keaton đã được đóng vai chính trong truyện tranh trong thời gian này với các bộ phim như Johnny Dangerously, Gung Ho, The Squeeze và The Dream Team, mặc dù Keaton đã cố gắng chuyển sang các vai chính kịch tính ngay từ năm 1984, đóng vai một vận động viên khúc côn cầu trong Touch and Go, bị tạm dừng cho đến năm 1986. Woody Allen đã chọn Keaton vào vai chính trong The Purple Rose of Cairo vào năm sau, nhưng sau khi bộ phim bắt đầu Allen cảm thấy Keaton "quá hiện đại" và quay lại các cảnh của anh ấy với Jeff Danielstrong bộ phim cuối cùng, tiếp tục trì hoãn quá trình chuyển đổi của anh ấy sang phim truyền hình trong mắt công chúng. Khi Touch and Go cuối cùng được phát hành vào năm 1986, hãng phim vẫn không chắc chắn về cách tiếp thị bộ phim, khiến áp phích, đoạn giới thiệu và các vị trí truyền hình tương tự như Mr. Mom , khiến bộ phim không tìm được khán giả mục tiêu.
Năm 1988 là năm quan trọng trong sự nghiệp của Keaton khi anh có hai vai diễn lớn độc đáo, thay đổi mãi mãi hình ảnh của anh trong lòng khán giả. Anh đóng vai chính trong bộ phim hài kinh dị Beetlejuice của Tim Burton, khiến Keaton được hoan nghênh rộng rãi và đưa anh vào danh sách hạng A của Hollywood. Cùng năm đó, anh ấy cũng đã có một màn trình diễn kịch tính được đánh giá cao với vai một tay môi giới nghiện ma túy trong phim Clean and Sober của Glenn Gordon Caron.

### 1989–1999: Đột phá với vai chính kịch tính

Keaton trong vai Bruce Wayne / Người Dơi trong Batman (1989).

Sự nghiệp của Keaton đã có thêm một cú hích lớn khi anh lại được Tim Burton chọn, lần này là siêu anh hùng trong truyện tranh tiêu đề Batman năm 1989. Warner Bros. đã nhận được hàng nghìn lá thư phàn nàn từ những người hâm mộ cho rằng Keaton là sự lựa chọn sai lầm khi đóng vai Bruce Wayne / Người Dơi. Tuy nhiên, màn thể hiện của Keaton trong vai diễn này cuối cùng đã nhận được sự hoan nghênh rộng rãi từ cả giới phê bình và khán giả, và Batman trở thành một trong những bộ phim thành công nhất năm 1989.
Theo cuốn sách tham khảo Batman: The Complete History của Les Daniels, Keaton không ngạc nhiên khi lần đầu tiên anh được coi là Người Dơi vì ban đầu anh tin rằng bộ phim sẽ tương tự như loạt phim truyền hình những năm 1960 do Adam West thủ vai chính. Chỉ sau khi được giới thiệu với tiểu thuyết truyện tranh của Frank Miller, The Dark Knight Returns , Keaton mới thực sự hiểu được khía cạnh đen tối và ấp ủ của Batman mà anh thể hiện trước sự tán thành của nhiều người hâm mộ. Keaton sau đó đã đóng lại vai này cho phần tiếp theo của Batman Returns (1992), đây là một thành công khác được giới phê bình đánh giá cao. Ban đầu anh ấy được định sẽ đóng lại vai diễn này một lần nữa cho bộ phim Batman thứ ba, thậm chí còn đi xa đến mức phải xuất hiện để chỉnh trang phục. Tuy nhiên, khi Burton bị loại khỏi vị trí đạo diễn của bộ phim, Keaton cũng rời nhượng quyền thương mại. Ông được cho là không hài lòng với kịch bản đã được đạo diễn mới, Joel Schumacher phê duyệt. Theo tập A&E Biography về Keaton, sau khi anh từ chối lần đầu tiên (sau cuộc gặp với Schumacher), Warner Bros. đã đề nghị anh 15 triệu đô la, nhưng Keaton kiên quyết từ chối và được thay thế bằng Val Kilmer trong Batman Forever (1995).
Keaton vẫn hoạt động tích cực trong suốt những năm 1990, xuất hiện trong nhiều bộ phim, bao gồm Pacific Heights, One Good Cop , My Life và câu chuyện của Shakespearean với nhiều ngôi sao là Many Ado About Nothing. Anh đóng vai chính trong The Paper and Multiparies , và hai lần đóng cùng một vai, đó là nhân vật Đặc vụ Ray Nicolette của Elmore Leonard, trong các phim Jackie Brown và Out of Sight. Anh ấy đã thực hiện bộ phim về kỳ nghỉ gia đình Jack Frost và bộ phim kinh dị Desperate Measures. Keaton đóng vai chính là người viết lời cho một ứng cử viên chính trị trong bộ phim Speechless năm 1994.

### 2000–2014: Công việc sau này

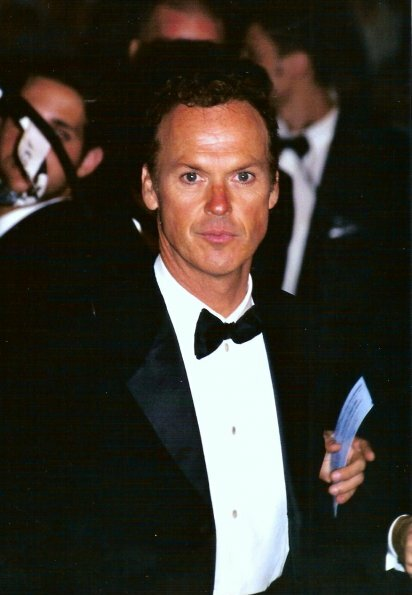
Keaton tại Liên hoan phim Cannes 2002.

Vào đầu những năm 2000, Keaton đã xuất hiện trong một số bộ phim với nhiều thành công khác nhau, bao gồm Live From Baghdad ( bộ phim mà anh được đề cử giải Quả cầu vàng), First Daughter (đóng vai Tổng thống Hoa Kỳ), White Noise và Herbie: Complete Loaded . Trong khi anh ấy tiếp tục nhận được thông báo tốt từ các nhà phê bình (đặc biệt là Jackie Brown ), anh ấy đã không thể tiếp cận lại thành công phòng vé của Batman cho đến khi phát hành Disney / Pixar 's Cars (2006), trong đó anh ấy lồng tiếng Chick Hicks, một chiếc xe đua màu xanh lá cây với bộ ria mép, người thường xuyên mất kiên nhẫn khi thua đối thủ lâu năm của mình, Strip Weathers, hay còn gọi là The King, do Richard Petty lồng tiếng . Vào ngày đầu năm mới năm 2004, anh đã tổ chức chương trình truyền hình PBS đặc biệt Ông Rogers: Người hàng xóm yêu thích của nước Mỹ . Nó được Triumph Marketing LLC phát hành trên DVD ngày 28 tháng 9 năm 2004. Năm 2006, anh đóng vai chính trong Game 6 , về giải đấu World Series 1986 của Boston Red Sox . Anh ấy có một vai khách mời trong bộ phim ngắn Tenacious D Time Fixers , độc quyền của iTunes. Phim dài 9 phút được phát hành trùng với Tenacious D trong The Pick of Destiny. Keaton được cho là đã được chọn vào vai Jack Shephard trong loạt phim Lost , với sự hiểu biết rằng vai Jack sẽ là một vai ngắn ngủi. Sau khi vai diễn này được sắp xếp lại để trở thành một bộ phim dài tập thông thường, Keaton đã rút lui. Phần này sau đó được giao cho nam diễn viên Matthew Fox. Chương trình diễn ra trong sáu mùa, với vai Shephard tiếp tục xuyên suốt.
Keaton đóng vai chính trong bộ phim truyền hình nhỏ The Company năm 2007, lấy bối cảnh thời Chiến tranh Lạnh, trong đó anh đóng vai giám đốc phản gián CIA James Jesus Angleton ngoài đời thực. Vai diễn này đã mang về cho Keaton đề cử của Hiệp hội Diễn viên Màn ảnh năm 2008 cho Diễn xuất xuất sắc của Nam diễn viên chính trong Phim truyền hình hoặc Phim ngắn. Keaton lồng tiếng cho Ken trong Toy Story 3 (2010). Bộ phim đã nhận được sự hoan nghênh nhiệt liệt và thu về hơn 1 tỷ đô la trên toàn thế giới, trở thành một trong những bộ phim thành công nhất về mặt tài chính từ trước đến nay. Vào tháng 6 năm 2010, anh tuyên bố quan tâm đến việc trở lại với phần tiếp theo của Beetlejuice. Anh đóng vai Đại úy Gene Mauch trong bộ phim hài The Other Guys. Năm 2014, anh đóng vai Giám đốc điều hành OmniCorp Raymond Sellars trong phiên bản làm lại RoboCop với tư cách là một nhân vật phản diện tích cực hơn, bắt vợ và con của RoboCop làm con tin, buộc nhân vật của Joel Kinnaman phải vật lộn để vượt qua chỉ thị thứ 4.

### 2014–nay: Sự trỗi dậy trong sự nghiệp

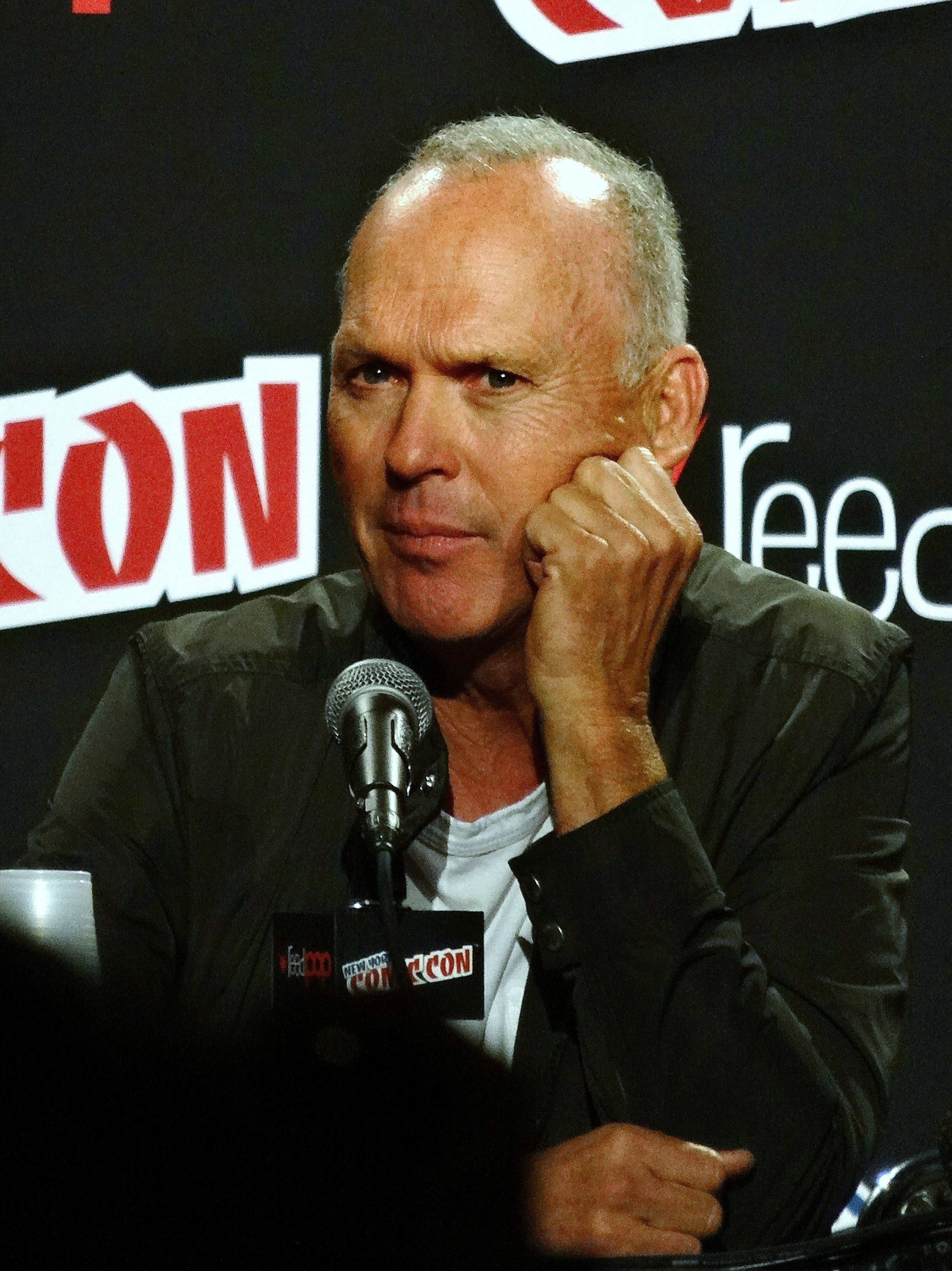
Keaton tại New York Comic-Con năm 2014.

Keaton đóng vai chính cùng với Zach Galifianakis, Edward Norton, Emma Stone, và Naomi Watts trong Birdman or (The Unexpected Virtue of Ignorance) (2014) của  Alejandro González Iñárritu, vào vai Riggan Thomson, một diễn viên màn hình, nổi tiếng với chơi danh nghĩa siêu anh hùng mang tính biểu tượng, người đã dựng một vở kịch Broadway dựa trên một truyện ngắn của Raymond Carver để lấy lại vinh quang trước đây của mình.  Anh ấy đã giành được Giải Quả cầu vàng cho Nam diễn viên chính xuất sắc nhất trong một vở nhạc kịch hoặc hài kịch cho vai Thomson và nhận được một đề cử Giải Oscar cho Nam diễn viên chính xuất sắc nhất . Năm 2015, Keaton xuất hiện với vai Walter V. Robinson trong bộ phim Spotlight đoạt giải Oscar của Tom McCarthy, và vào năm 2016, anh đóng vai doanh nhân Ray Kroc trong bộ phim tiểu sử The Founder. Ngày 28 tháng 7 năm 2016, Keaton được vinh danh ngôi sao thứ 2.585 trên Đại lộ Danh vọng Hollywood vì những đóng góp của anh cho điện ảnh. Ngôi sao được đặt tại 6931 Hollywood, Blvd.
Năm 2017, Keaton đóng vai siêu ác nhân Adrian Toomes / Kền Kền trong Spider-Man: Homecoming; trong khi thực hiện bộ phim này, Keaton đã không thể đóng lại vai Chick Hicks trong Cars 3 và đã được thay thế bởi Bob Peterson. Keaton sau đó đã đóng vai Stan Hurley trong American Assassin. Năm 2019, anh đóng vai phản diện trong live-action chuyển thể Dumbo của Disney do Tim Burton đạo diễn, đóng chung với Colin Farrell và Eva Green. Năm 2020, Keaton đóng vai Tổng chưởng lý Hoa Kỳ Ramsey Clark trong The Trial of the Chicago 7, một bộ phim pháp lý do Aaron Sorkin đạo diễn, kể về bảy người biểu tình chống Việt Nam bị buộc tội kích động bạo loạn vào năm 1968. Năm 2021, Keaton đóng vai luật sư người Mỹ Kenneth Feinberg trong bộ phim chính kịch tiểu sử của Netflix Worth.

#### Dự án sắp tới
Có thông tin cho rằng Keaton sẽ đóng vai chính trong Goodrich, một bộ phim kể về một người đàn ông có người vợ thứ hai đột ngột rời bỏ anh ta, buộc anh ta phải chăm sóc duy nhất cho cặp song sinh chín tuổi của họ. Do Hallie Meyers-Shyer làm đạo diễn, quá trình quay phim sẽ bắt đầu vào ngày 1 tháng 10 năm 2019. Anh ấy cũng sẽ xuất hiện trong bộ phim Morbius, dự kiến phát hành vào ngày 1 tháng 4 năm 2022. Trong tháng 6 năm 2020, Keaton bắt đầu đàm phán để đảm nhận trở lại vai Bruce Wayne / Người Dơi trong bộ phim siêu anh hùng sắp tới của Vũ trụ Mở rộng DC, The Flash, dự kiến phát hành vào ngày 4 tháng 11 năm 2022, sau lần cuối đóng vai này vào năm 1992. Vào tháng 8 năm 2020, có thông tin rằng Keaton sẽ đóng lại vai Bruce Wayne / Người Dơi, mặc dù Keaton đã bác bỏ những tuyên bố này vào ngày 21 tháng 10 và một lần nữa vào ngày 22 tháng 3 năm 2021, nói rằng điều đó chưa được xác nhận. Tuy nhiên, vào ngày 19 tháng 4 năm 2021, công ty quản lý tài năng của Keaton, ICM Partners, chính thức xác nhận sự tham gia của anh với bộ phim khi quá trình sản xuất chính thức bắt đầu. Anh ấy cũng sẽ thể hiện lại nhân vật trong phim Batgirl do Leslie Grace đóng vai chính dự kiến phát hành trên HBO Max.

## Danh sách phim

### Điện ảnh
| Năm  | Phim                                            | Vai diễn                      | Ghi chú                                    |
| ---- | ----------------------------------------------- | ----------------------------- | ------------------------------------------ |
| 1989 | The Dream Team                                  | Billy Caufield                |                                            |
| 1989 | Batman                                          | Bruce Wayne / Người Dơi       |                                            |
| 1990 | Pacific Heights                                 | Carter Hayes / James Danforth |                                            |
| 1991 | One Good Cop                                    | Detective Artie Lewis         |                                            |
| 1992 | Batman Returns                                  | Bruce Wayne / Người Dơi       |                                            |
| 1993 | Much Ado About Nothing                          | Dogberry                      |                                            |
| 1993 | My Life                                         | Bob Ivanovich / Jones         |                                            |
| 1994 | The Paper                                       | Henry Hackett                 |                                            |
| 1994 | Speechless                                      | Kevin Vallick                 |                                            |
| 1996 | Multiplicity                                    | Doug Kinney                   |                                            |
| 1997 | Inventing the Abbotts                           | Narrator / Older Doug Holt    | Uncredited                                 |
| 1997 | Jackie Brown                                    | ATF Agent Ray Nicolette       |                                            |
| 1998 | Desperate Measures                              | Peter J. McCabe               |                                            |
| 1998 | Out of Sight                                    | Ray Nicolette                 | Uncredited                                 |
| 1998 | Jack Frost                                      | Jack Frost                    |                                            |
| 1999 | Body Shots                                      | Unknown                       | Executive producer only                    |
| 2002 | A Shot at Glory                                 | Peter Cameron                 |                                            |
| 2004 | Quicksand                                       | Martin Raikes                 |                                            |
| 2004 | First Daughter                                  | President MacKenzie           |                                            |
| 2005 | White Noise                                     | Jonathan Rivers               |                                            |
| 2005 | Porco Rosso                                     | Porco Rosso                   | Voice only: English language dub           |
| 2005 | Herbie: Fully Loaded                            | Ray Peyton                    |                                            |
| 2006 | Game 6                                          | Nicky Rogan                   |                                            |
| 2006 | Cars                                            | Chick Hicks                   | Lồng tiếng                                 |
| 2007 | The Last Time                                   | Ted Riker                     | Kiêm chỉ đạo sản xuất                      |
| 2009 | The Merry Gentleman                             | Frank Logan                   | Also director                              |
| 2009 | Post Grad                                       | Walter Malby                  |                                            |
| 2010 | Toy Story 3                                     | Ken                           | Lồng tiếng                                 |
| 2010 | The Other Guys                                  | Captain Gene Mauch            |                                            |
| 2011 | Hawaiian Vacation                               | Ken                           | Lông tiếng; phim ngắn                      |
| 2012 | Noah's Ark: The New Beginning                   | Noah                          | Chỉ lồng tiếng                             |
| 2013 | Blindsided                                      | Hollander                     | Kiêm chỉ đạo sản xuất                      |
| 2014 | RoboCop                                         | Raymond Sellars               |                                            |
| 2014 | Need for Speed                                  | Monarch                       |                                            |
| 2014 | Birdman or (The Unexpected Virtue of Ignorance) | Riggan Thomson / Birdman      |                                            |
| 2015 | Minions                                         | Walter Nelson                 | Lồng tiếng                                 |
| 2015 | Spotlight                                       | Walter 'Robby' Robinson       |                                            |
| 2016 | The Founder                                     | Ray Kroc                      |                                            |
| 2017 | Spider-Man: Homecoming                          | Adrian Toomes / Kền Kền       |                                            |
| 2017 | American Assassin                               | Stan Hurley                   |                                            |
| 2019 | Dumbo                                           | V. A. Vandevere               |                                            |
| 2020 | Worth                                           | Kenneth Feinberg              |                                            |
| 2020 | The Trial of the Chicago 7                      | Ramsey Clark                  |                                            |
| 2021 | The Protégé                                     | Rembrandt                     |                                            |
| 2022 | Morbius                                         | Adrian Toomes / Kền Kền       |                                            |
| 2022 | Batgirl                                         | Bruce Wayne / Người Dơi       | Phim đã quay xong nhưng bị hủy không chiếu |
| 2023 | Flash                                           | Bruce Wayne / Người Dơi       |                                            |
| 2024 | Ma siêu quậy                                    | Betelgeuse                    |                                            |

### Truyền hình
| Năm       | Tiêu đề                                            | Vai                    | Ghi chú                                    |
| --------- | -------------------------------------------------- | ---------------------- | ------------------------------------------ |
| 1975      | Mister Rogers' Neighborhood                        | Volunteer              | Episode #1435                              |
| 1976–1977 | All's Fair                                         | Lannie Wolf            | 5 episodes                                 |
| 1977      | Klein Time                                         | Various characters     | Television film                            |
| 1977      | Mary Hartman, Mary Hartman                         | The Robber             | Episode: "2.90"                            |
| 1977      | Maude                                              | Chip Winston           | Episode: "Arthur's Crisis"                 |
| 1978      | The Tony Randall Show                              | Zeke                   | 2 episodes                                 |
| 1978      | Mary                                               | Skit Characters        | 3 episodes                                 |
| 1978      | Family                                             | Tree salesman          | Episode: "Gifts"                           |
| 1979      | Working Stiffs                                     | Mike O'Rourke          | 9 episodes                                 |
| 1979      | The Mary Tyler Moore Hour                          | Kenneth Christy        | 11 episodes                                |
| 1982      | Report to Murphy                                   | Murphy                 | 6 episodes                                 |
| 1982      | Kraft Salutes Walt Disney World's 10th Anniversary | Kevin                  | Television special                         |
| 1982–2019 | Saturday Night Live                                | Himself Julian Assange | Host; 3 episodes Episode: "Emma Stone/BTS" |
| 1990      | The Earth Day Special                              | Charles McIntyre       | Television special                         |
| 2001      | The Simpsons                                       | Jack Crowley           | Voice; Episode: "Pokey Mom"                |
| 2002      | Frasier                                            | Blaine Sternin         | Episode: "Wheels of Fortune"               |
| 2002      | Live from Baghdad                                  | Robert Wiener          | Television film                            |
| 2003      | King of the Hill                                   | Trip Larsen            | Voice; Episode: "Pigmalion"                |
| 2003      | Gary the Rat                                       | Jerry Andrews          | Voice; Episode: "Catch Me If You Can"      |
| 2004      | Fred Rogers: America's Favorite Neighbor           | Himself                | Host; Television special                   |
| 2007      | The Company                                        | James Angleton         | 3 episodes                                 |
| 2011      | 30 Rock                                            | Tom                    | Episode: "100"                             |
| 2013      | Clear History                                      | Joe Stumpo             | Television film                            |
| 2019      | Documentary Now!                                   | Bill Doss              | Episode: "Batsh*t Valley"                  |
| 2019      | Last Week Tonight with John Oliver                 | Richard Sackler        | Episode: "Opioids II"                      |
| 2021      | Dopesick                                           | Samuel Finnix          | Main role                                  |

### Trò chơi điện tử
| Năm  | Tiêu đề                    | Vai          | Ghi chú            |
| ---- | -------------------------- | ------------ | ------------------ |
| 2006 | Cars                       | Chick Hicks  |                    |
| 2009 | Cars Race-O-Rama           | Chick Hicks  |                    |
| 2012 | Call of Duty: Black Ops II | Jason Hudson | Replaced Ed Harris |
| 2013 | Disney Infinity            | Chick Hicks  |                    |
| 2014 | Cars: Fast as Lighting     | Chick Hicks  |                    |